# Amitai Etzioni
Amitai Etzioni (Colonia, Alemania; 4 de enero de 1929-31 de mayo de 2023) fue un sociólogo estadounidense. 

## Datos biográficos y académicos
Nació en Colonia, Alemania, como Werner Falk, nombre que cambió años más tarde por el hebreo Amitai Etzioni. En 1934 emigró con sus padres a Italia, Grecia y, posteriormente, a Palestina en 1937. Participó muy activamente en la creación del Estado de Israel. Estudió en la Universidad Hebrea de Jerusalén (en contacto con Martin Buber) y, a partir de 1957, en la Universidad de California en Berkeley, donde se doctoró en sociología (1958). Trabajó en el Departamento de Sociología de la Universidad de Columbia (Nueva York) en la Harvard Business School; y en las administraciones demócratas de los presidentes Jimmy Carter y Bill Clinton. Fue presidente de la Asociación Americana de Sociología. Y escribió libros de notable influencia como Modern Organizations (1964), The Active Society (1968), The New Golden Rule (1996). En sus memorias (My Brothers Keeper. A Memoir and a Message) aparecen un buen número de personajes clave en la sociología y la ciencia política del siglo XX: M. Buber, S. M. Lipset, P. Lazarsfeld, R. Merton, D. Bell, etc. Fue fundador de la Society for the Advancement of Socio-Economics (SASE) y de la Red Comunitaria.

## Pensamiento de Etzioni
Etzioni hizo una crítica no radical al individualismo norteamericano y llegó a esbozar un escenario social más participativo y armónico descrito por la fusión de los valores del individualismo y ciertos rasgos de disciplina social y sentido del deber, que observó en el Este europeo de los años sesenta y setenta.
Al muy arraigado individualismo, opuso su idea de un responsive communitarian, un plateamiento 'comunitarista' que, en buena medida, se inspira en la idea del kibbutz israelí, planteando fuertes críticas a una sociedad basada en la autonomía del individuo.
El individualismo se describe por la exigencia de derechos, pero por un escaso compromiso con los deberes, que son los que dan dimensión social a la democracia. Etzioni contrapuso una idea que buscó la cohesión de la ciudadanía, basada en la convicción ética de la red comunitaria; donde el individuo, como rezan las memorias de Etzioni, se convierte en el 'guardián de su hermano', esto es, en expresión de las obligaciones que crean conciencia de sociedad. Abogó por una tercera vía, con mayor presencia de la sociedad civil, más diálogo, y la oposición al fundamentalismo. 
La propuesta de organización que planteó Etzioni se basa en las redes de comunicación, en una cultura en red, mediante múltiples estructuras independientes con identidad propia, enlazadas entre sí en un proyecto con conciencia comunitarista. De este modo, las relaciones no se basan tanto en una jerarquización de poderes, sino en un consenso basado en la información y el conocimiento, el aprendizaje y la ayuda de conjunto. El comunitarismo sociológico persigue un pacto social ético, capaz de favorecer el progreso de la sociedad, sin anular la dimensión individual.
El pensamiento de Etzioni se ha divulgado en los países de lengua española gracias principalmente a la labor de SASECE (Sociedad Española de Socioeconomía).
Amitai Etzioni recoge de Martin Buber la distinción entre las relaciones yo-tú y yo-cosas, para afirmar que el fundamento de la “buena sociedad” es el principio de que las personas son fines y no medios. Esta premisa debe tener manifestaciones en el ordenamiento sociopolítico, y al cúmulo de esas manifestaciones es a lo que Etzioni llama Tercera Vía.

### El Comunitarismo y La Tercera Vía
En el pensamiento del fundador del comunitarismo moderno la buena sociedad es una sociedad equilibrada con tres puntos de apoyo: el Estado, la comunidad y el sector privado (el mercado). Es necesario que los tres se coordinen (en el mundo occidental, el déficit más grande es el comunitario) mediante un acuerdo que Etzioni llama el bagaje moral de la sociedad. El estamento político tiene reservado un papel importante, pues el Estado debe permitir más protagonismo comunitario (retirarse de un terreno conquistado) y a su vez debe velar para que el mercado se respete a sí mismo (conquistar un terreno nuevo). 
La defensa e importancia de la comunidad está muy bien argumentada en toda la obra de Etzioni. Y lo está desde una postura de coherencia intelectual que no suele encontrarse en la literatura académica al uso. Por eso Etzioni se piensa un autor de izquierdas que defiende la familia y, en concreto, esa familia que es mejor para la educación de los hijos. 
El comunitarismo hace una encendida defensa de lo que Etzioni llama el “rico mínimo básico para todos”, como elemento indispensable en una política que apunte a eliminar uno de los mayores retos de nuestro tiempo: la exclusión social. Tenemos aquí una consecuencia práctica del lema: “Responsabilidad de todos y para todos”. La exclusión social es sin duda el factor de disgregación que con más claridad nos ha avisado de la necesidad de plantearnos el cambio de paradigma. 
La buena sociedad comunitarista es esencialmente universalista. Etzioni defiende el mutualismo (ayuda a todos) frente al voluntarianismo (ayuda al necesitado); confía en la paulatina desaparición de la escasez como consecuencia de la interconexión y la nueva sociedad del conocimiento; apuesta por el devolucionismo estatal y la desregulación política de la vida social en el marco de una comunidad de comunidades (más precisa que una sociedad de naciones); argumenta la conveniencia de formalizar (como se ha hecho con los derechos básicos) las responsabilidades básicas (“es erróneo pensar que no hay derechos sin responsabilidades o viceversa”); y, sobre todo, aboga por redimensionar la misión educativa más allá de la ciudadanía nacional hacia la civilidad sustentada en virtudes. 
La Tercera Vía etziniana, como expresión programática de la ideología comunitarista, tiene una vocación de alternativa política. Esta alternativa se resume en una palabra: comunidad. En una época donde prima un acendrado individualismo el redescubrimiento de la comunidad supone una revolución conceptual. 